# Pietra Impisa
Pietra Impisa ('e prete 'o mpiso in dialetto foriano) è una coppia di scogli, molto vicini alla riva, della spiaggia de La Chiaia di Forio (isola d'Ischia), in Campania.